# Рудный, Николай Михайлович
Рудный Николай Михайлович (6 декабря 1920, деревня Усть-Морж, Шенкурский уезд (ныне — Виноградовский район) — 23 июня 1993) — советский ученый в области авиационной и космической медицины, генерал-лейтенант медицинской службы, начальник Государственного научно-исследовательского испытательного института авиационной и космической медицины  (ГНИИИ АиКМ) (1969—1974), профессор (1975). Участник Великой Отечественной войны.

## Биография
Родился 6 декабря 1920 года в деревне Усть-Морж Шенкурского уезда (ныне — Виноградовский район) в крестьянской семье. В 1938 году окончил среднюю школу № 6 им. Горького в Архангельске и поступил в Архангельский государственный медицинский институт. В 1942 году после окончания института был мобилизован. Участник Великой Отечественной войны, служил в санотделе Карельского фронта сначала в должности начальника лазарета, а затем — старшего врача авиационного полка «Нормандия — Неман», дивизии.
После войны в 1948 году окончил факультет руководящего состава Военно-медицинской академии им. С. М. Кирова. После окончания академии в период с 1948 по 1969 годы работал в войсках и в Центральном аппарате ВВС на разных должностях.
Начиная с 1951 года он активно занимался космической медициной. Он вплотную занимался разработкой системы отбора и подготовки первого набора в отряд космонавтов. Он входил в состав Главной медицинской комиссии (ГМК), которая вынесла окончательное экспертное медицинское положительное заключение на отправку в первый космический полет Юрия Гагарина.
С 1969—1974 годы был начальником Государственного научно-исследовательского испытательного института авиационной и космической медицины. С 1974 года занимал должность начальника службы авиационной медицины ВВС, а также заместителя начальника Центрального военно-медицинского управления. В 1974 году защитил докторскую диссертацию, профессор (1975).
Является автором более 200 работ, 10 монографий и пособий, 5 учебников, посвящённых медицинскому обеспечению полётов авиационных и космических летательных аппаратов.

## Награды
- Орден Отечественной войны I степени
- Орден Трудового Красного знамени (три)
- Орден Красной Звезды
- Орден «За службу Родине в Вооружённых Силах СССР» III степени

## Труды
- Рудный, Н. М. …А сердце летит с тобой / Н. М. Рудный, И. И. Юдин. — Москва : Советская Россия, 1984. — 222 с. : 8 л. ил[5].
- Рудный, Н. М. Психология военного летчика : (Записки авиационного врача). — Москва : Воениздат, 1983. — 81 с. : ил.